# Баранкевич, Анатолий Игнатьевич
Анато́лий Игна́тьевич Баранке́вич (род. 11 октября 1932, Трестивец, Могилёвская область,  СССР — 8 октября 2000, Минск, Белоруссия) — советский  военачальник и белорусский общественный деятель,  Генерал-майор (1978), Заслуженный военный лётчик СССР (1977)

## Биография
Родился 8 октября 1932 года в деревне Трестивец Быховского района Могилевской области.

### Военная служба
В 1954 году окончил Батайскую авиационную школу пилотов имени А. К. Серова, и проходил службу в авиационных частях  Советской Армии: летчиком, старшим летчиком, командиром звена, заместителем командира эскадрильи.
С 1965 года служит заместителем командира полка, командиром полка.
С 1973 года - заместитель командира 20-го корпуса ПВО по авиации (г. Пермь).
В 1974 году закончил Военно-командную академию противовоздушной обороны им. Г. К. Жукова.
С 1977 года - начальник инспекции истребительной авиации по безопасности полетов Министерства обороны СССР.
С 1978 года - заместитель командующего отдельной армии ПВО.
С 1980 года - заместитель командующего военно-воздушных сил Дальневосточного военного округа.
С 1982 года - советник командующего военно-воздушных сил Вьетнама.
С 1983 года - заместитель командующего военно-воздушных сил Белорусского военного округа.
В 1989 году уволен в запас.

### После военной службы
С 1989 года - начальник научно-методического отдела Штаба гражданской обороны Республики Беларусь.
С 1991 года активно участвует в общественно-политической жизни СНГ. Стоял у истоков создания Союза офицеров.
С 1992 года - президент строительного концерна.
С 1992 по 1994 год - заместитель председателя Союза офицеров Республики Беларусь.
С 1994 года  и до времени своей кончины - председатель Белорусского патриотического движения (Белорусская патриотическая партия) .
С 1997 года - заместитель главного редактора газеты «Славянский набат».
Декретом  Президента Республики Беларусь № 18 от 11 сентября 2000 года назначен Членом Центральной комиссии Республики Беларусь по выборам и проведению республиканских референдумов с правом совещательного голоса
Скончался 8 октября 2000 года в Минске

## Награды
- орден Красной Звезды
- орден «За службу Родине в Вооружённых Силах СССР» 2-й степени
- орден «За службу Родине в Вооружённых Силах СССР» 3-й степени
- медали СССР
- Заслуженный военный лётчик СССР (18.08.1977)

## Сочинения
- Баранкевич А. И Честь имею : (Выступление на телевидении, радио, конф., съездах и в период. печати на тему дня 1992-1997 гг.), Мн.: ЗАО "Веды", 1997, 260 c.,  500 экз., ISBN 985-6390-21-4